# Bistum Palestrina
Das Bistum Palestrina (lateinisch Dioecesis Praenestina, italienisch Diocesi suburbicaria di Palestrina) ist suburbikarisches Bistum und gehört als solches der Kirchenprovinz Rom an. Seinen Sitz hat das Bistum in der Stadt Palestrina in der Region Latium.

## Geschichte
Das Bistum wurde im 4. Jahrhundert errichtet. Im Zuge der Neuordnung der suburbikarischen Bistümer nach der Promulgation des Motu proprio Suburbicariis sedibus vom 11. April 1962 durch Papst Johannes XXIII., erhielt das Bistum Palestrina eigene, von den Kardinalbischöfen autonome, Ordinarien, die in der gleichnamigen Stadt auch ihren Dienstsitz haben. Im Jahr 2002 trat die Territorialabtei Subiaco Teile ihres Gebietes an die umliegenden Diözesen, darunter auch an das Bistum Palestrina, ab.
Am 19. Februar 2019 verfügte Papst Franziskus die Vereinigung des Bistums Palestrina in persona episcopi mit dem Bistum Tivoli. Bischof der so vereinigten Bistümer wurde der bisherige Bischof von Tivoli und vorherige Apostolische Administrator von Palestrina, Mauro Parmeggiani.

## Ordinarien
- Pietro Severi (1966–1975)
- Renato Spallanzani (1975–1986)
- Pietro Garlato (1986–1991)
- Vittorio Tomassetti (1992–1997)
- Eduardo Davino (1997–2005)
- Domenico Sigalini (2005–2017)
- Mauro Parmeggiani (seit 2019)

Siehe auch
- Liste der Bischöfe und Kardinalbischöfe von Palestrina